# Waco Jesus
Waco Jesus (v překladu z angličtiny Ježíš z Waco) je americká grindcore/death metalová kapela z města Eureka v Illinois založená roku 1994 kytaristou Kevinem Menssenem a zpěvákem Jimem Howellem. Název odkazuje na masakr ve Waco z roku 1993, kde došlo ke krvavé přestřelce mezi FBI a členmi náboženské sekty Branch Davidians.

Její hudební styl lze zařadit i do podžánru pornogrind.
Debutové studiové album The Destruction of Commercial Scum vyšlo pod hlavičkou amerického vydavatelství United Guttural Records v roce 1999.

## Diskografie
Demo nahrávky
- The Destruction of Commercial Scum (1995)

Studiová alba
- The Destruction of Commercial Scum (1999)[2]
- Filth (2003)
- Receptive When Beaten (2006)
- Sex Drugs & Deathmetal (2009)
- Mayhem Doctrine (2013)

EP
- Waco Jesus Tour 7" (2009)

Split nahrávky
- "...'Til Only the Filth Remains" (2008) – živé split CD s americkou kapelou Lividity. Waco Jesus se prezentuje koncertem Live in Detroit 15. listopadu 2007, Lividity koncertním záznamem pořízeným v Praze 11. března 2003.

Videa
- Live in Germany (2007) – koncertní split DVD společně s kapelou Lividity z Fuck The Commerce festivalu v Německu z roku 2005